# شارع إ 611 (الإمارات العربية المتحدة)
شارع إ 611 (بالإنجليزية: E 611 road)‏ طريق جرى إنشاؤه في دولة الإمارات العربية المتحدة. يُعرف أيضًا باسم «طريق الإمارات»، وقد جرى تطوير شارع إ 611 لربط إمارة أبو ظبي بالإمارات الشمالية في رأس الخيمة، أم القيوين، بالتوازي مع شارع «إ 311» دون المرور عبر مدينة دبي.

## التاريخ والوصف
يجري تطوير المشروع على ثلاث مراحل. كان الهدف من العمل في المرحلة الأولى، التي بدأت في فبراير 2006 إنشاء قطاع يبدأ على طول شارع إ 66 (طريق دبي-العين) ويمتد إلى الداخل باتجاه شارع إ 77 (طريق جبل علي–الحباب). تضمنت المرحلة الثانية من المشروع، التي بدأت في يناير 2007، ربط الممر الالتفافي بشارع إ 88 (طريق الذيد) في الشارقة. ستشمل المرحلة الثالثة تمديد شارع إ 611 من تقاطع جبل علي-الحباب إلى ضواحي مدينة أبو ظبي، ومن المتوقع أن تكلف حوالي 80 مليون دولار أمريكي.
أُطلق على شارع إ 611 اسم «طريق دبي الالتفافي»، قبل أن يُغيَّر الاسم إلى «طريق الإمارات» في عام 2013.
في عام 2010، تحطمت طائرة شحن خطوط يو بي إس الرحلة 6 بالقرب من الطريق السريع بالقرب من واحة دبي سيليكون، بعد إقلاعها من مطار دبي. قُتل جميع من كانوا على متنها.
افتُتِح أكبر مسجد في الشارقة في مايو 2019، ويقع عند تقاطع هذا الطريق والطريق المؤدي إلى مليحة.

## معرض الصور

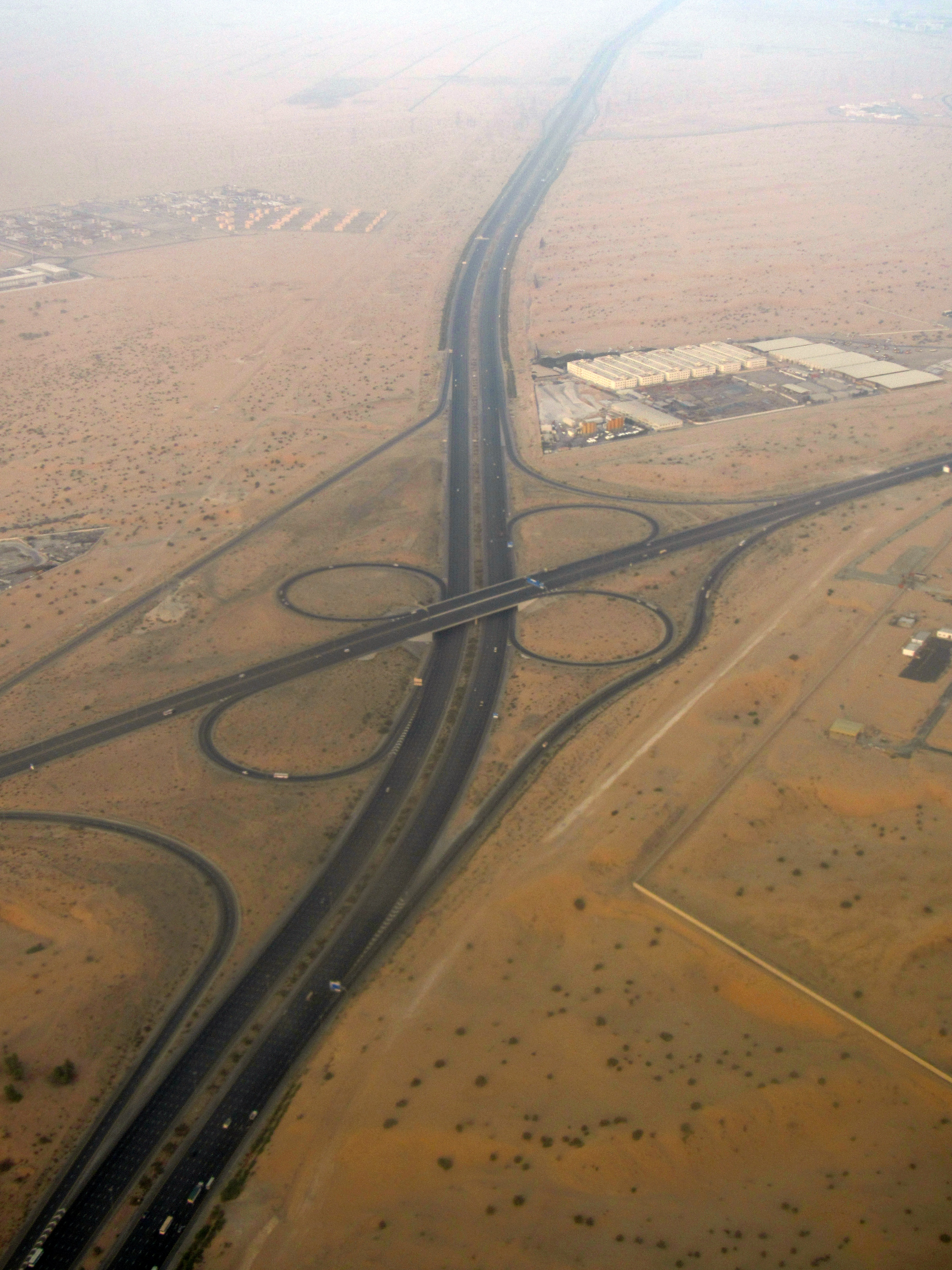
منظر جوي
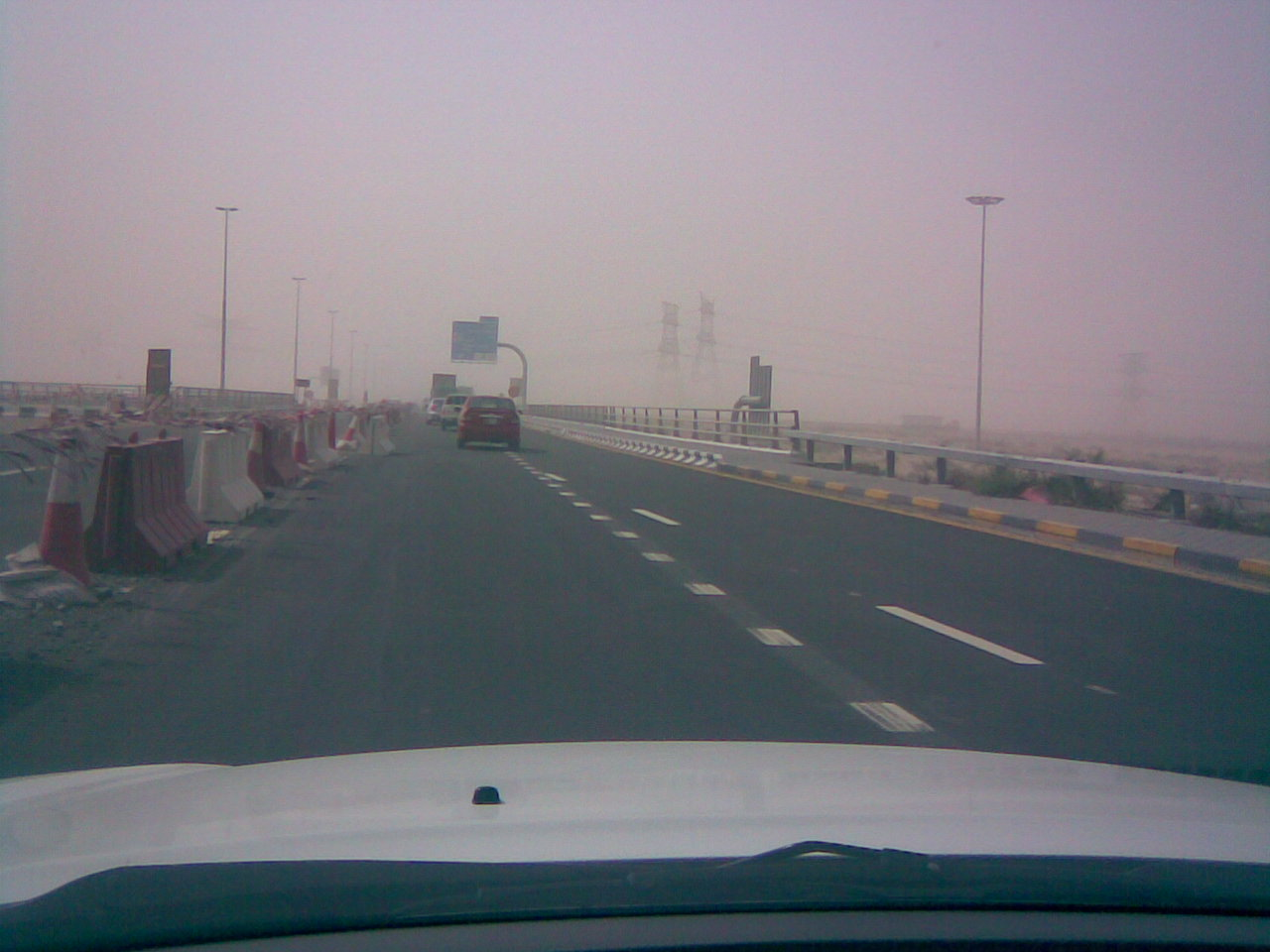
خلال عاصفة رملية